# Гисад I (епископ Уржеля)
Гисад I (кат. Guisad I, исп. Guisado (Wisado) I; умер после 17 марта 872) — епископ Уржеля (857—872).

## Биография
Точная дата избрания Гисада I на кафедру Уржельской епархии неизвестна. Первое упоминание о нём как об уржельском епископе относится к 8 декабря 857 года, когда он освятил церковь Санта-Мария-де-Салдес. Хотя его предшественник Беат известен только из одной хартии, датированной 850 годом, традиционной датой начала понтификата епископа Гисада считается именно 857 год.
О нахождении Гисада I на кафедре Уржеля известно немного. Наиболее значительное событие его епископства — получение Гисадом 19 ноября 860 года от короля Западно-Франкского государства Карла II Лысого хартии с новыми привилегиями для Урхельской епархии. В том числе, в хартии расширялась власть епископа Уржеля над жителями городка Андорра-ла-Велья и его окрестностей, на которых накладывались дополнительные повинности в пользу церкви. К 860 году также относится сообщение об участии епископа Уржеля в церковном соборе в Туси. 13 декабря 871 года Гисад освятил основанную графом Уржеля и Сердани Вифредом I Волосатым церковь Сан-Андреу-де-Грешер.
Последнее свидетельство исторических источников о Гисаде I относится к 17 марта 872 года. Традиционно считается, что 872 год — это последний год нахождения Гисада на кафедре Уржеля, хотя его преемник, епископ Галдерик, упоминается в исторических источниках единственный раз только в 878 году, а каталог епископов Уржеля из монастыря в Герри (XII век) даёт Гисаду I 21 год понтификата.